# Матсбу, Мартин
Мартин Матсбу (швед. Martin Matsbo; 4 октября 1911 года, Хедемура — 6 сентября 2002 года, Сёдертелье) — шведский лыжник, призёр Олимпийских игр и чемпионатов мира.  

## Карьера
На Олимпийских играх 1936 года в Гармиш-Партенкирхене, выступал в гонке на 18 км и эстафете. В гонке на 18 км занял 4-е место, лишь 3 секунды проиграв в борьбе за бронзу финну Пекки Ниеми. В эстафете бежал четвёртый этап и, уйдя на лыжню на 3-м месте, сохранил его до финиша, и шведы завоевали бронзовую медаль. В гонке на 50 км участия не принимал.
На чемпионатах мира за свою карьеру завоевал две бронзовые медали, обе в эстафетных гонках. В 1937 году победил в гонке на 18 км на знаменитом Хольменколленском лыжном фестивале. 
После завершения спортивной карьеры стал одним из соучредителей фирмы Swix, которая в настоящий момент является одним из лидеров в производстве лыжной мази и лыжных палок.